# Isabelle Dorsimondová
Isabelle Dorsimondová (* 14. září 1961, Lutych, Belgie) je první mistryně světa ve sportovním lezení na rychlost a bývalá belgická reprezentantka. Na II. mistrovství světa v roce 1993 v Innsbrucku získala v této disciplíně také titul vicemistryně, v lezení na obtížnost se jí ale na obou závodech tak dobře nedařilo, nejlépe skončila ve finále osmá v roce 1991.
V letech 1991 až 1993 se zúčastnila světového poháru v lezení na obtížnost (na rychlost se závodilo až od roku 1998), kde skončila v roce 1991 na desátém místě z dvaaosmdesáti bodovaných závodnic, za svou krajankou Catherine Gloesenerovou, v dalších dvou letech se již neúčastnila všech závodů poháru.
V roce 1992 byla 23. na mistrovství Evropy ve Frankfurtu v lezení na obtížnost z pětatřiceti závodnic.

## Biografie
Další sporty: judo, gymnastika a atletika, jako hoby lezení.

## Výkony a ocenění
- v roce 1991 se stala ve Frankfurtu vítězkou I. ročníku MS ve sportovním lezení v disciplíně lezení na rychlost

### Závodní výsledky
| Mistrovství světa | Mistrovství světa | Mistrovství světa |
| Rok               | 1991              | 1993              |
| ----------------- | ----------------- | ----------------- |
| Obtížnost         | 8                 | 17-21             |
| Rychlost          | 1                 | 2                 |

| Světový pohár (vpředu jsou poslední závody v roce) | Světový pohár (vpředu jsou poslední závody v roce) | Světový pohár (vpředu jsou poslední závody v roce) | Světový pohár (vpředu jsou poslední závody v roce) |
| Rok                                                | 1991                                               | 1992                                               | 1993                                               |
| -------------------------------------------------- | -------------------------------------------------- | -------------------------------------------------- | -------------------------------------------------- |
| Obtížnost                                          | 10                                                 | 41-42                                              | 46                                                 |
| jednotlivě                                         | 9, 9, 12, (16), 6, 10                              | -, -, -, 16, -, -                                  | -, -, -, -, 22-23, 25-27                           |

| Mistrovství Evropy | Mistrovství Evropy |
| Rok                | 1992               |
| ------------------ | ------------------ |
| Obtížnost          | 23                 |